# АЭС Чашма
АЭС Чашма (англ. Chashma Nuclear Power Plant (CHASNUPP)) — действующая атомная электростанция на севере Пакистана. Станция расположена возле одноименного города на берегу реки Инд в округе Мианвали провинции Пенджаб. Общая суммарная мощность АЭС Чашма на текущий момент составляет 1330 МВт.
На станции расположено четыре действующих энергоблока водо-водяного типа китайской разработки CNP PWR, как на атомной станции Линьао в Китае. Строится пятый энергоблок с китайским реактором HPR1000, этот блок имеет гораздо большую мощность чем другие.

## История
Первый энергоблок станции Чашма был запущен в 2000 году, второй — в 2011, третий — в 2016, четвертый — в 2017 году.
Проект был начат в 1970-е годы с помощью французской фирмы Saint-Gobain с предполагаемой мощностью 137 МВт. В рамках данного проекта, стороны договорились о поставке Пакистану завода по переработке. Под давлением США, Франция и Пакистан в конце концов договорились, что завод по переработке будет соответствовать международным гарантиям. МАГАТЭ принял заявку на этот объект в феврале 1976 года. В 1978 году Франция приняла решение прекратить помощь Пакистану и проект остановился. Позже проект был возобновлен уже при сотрудничестве с Китаем. АЭС, мощностью 300 МВт была спроектирована Китайской национальной ядерной корпорации (CNNC) на основе реактора Циньшань-1 хотя дизайн был подвергнут изменениям. 
В декабре 2024 года на АЭС начал строиться пятый энергоблок, но уже с новым более мощным китайским реактором HPR1000. 

## Информация об энергоблоках
| Энергоблок | Тип реакторов | Мощность | Мощность | Начало строительства | Физпуск    | Подключение к сети | Ввод в эксплуатацию | Закрытие |
| Энергоблок | Тип реакторов | Чистый   | Брутто   | Начало строительства | Физпуск    | Подключение к сети | Ввод в эксплуатацию | Закрытие |
| ---------- | ------------- | -------- | -------- | -------------------- | ---------- | ------------------ | ------------------- | -------- |
| Чашма-1    | PWR, CNP-300  | 300 МВт  | 325 МВт  | 01.08.1993           | 03.05.2000 | 13.06.2000         | 15.09.2000          | —        |
| Чашма-2    | PWR, CNP-300  | 300 МВт  | 325 МВт  | 28.12.2005           | 22.02.2011 | 14.03.2011         | 18.05.2011          | —        |
| Чашма-3    | PWR, CNP-300  | 315 МВт  | 340 МВт  | 28.05.2011           | 01.08.2016 | 15.10.2016         | 01.12.2016          | —        |
| Чашма-4    | PWR, CNP-300  | 313 МВт  | 340 МВт  | 18.12.2011           | 15.05.2017 | 01.07.2017         | 19.09.2017          | —        |
| Чашма-5    | PWR, HPR1000  | 1117 МВт | 1200 МВт | 30.12.2024           |            |                    |                     | —        |